# Дземяны (гмина)
Дземяны (пол. Dziemiany) — сельская гмина (волость) в Польше, входит как административная единица в Косцежский повет, Поморское воеводство. Население — 4029 человек (на 2004 год).

## Демография
| Перепись                       | Всего   | Всего | Женщины | Женщины | Мужчины | Мужчины |
| ------------------------------ | ------- | ----- | ------- | ------- | ------- | ------- |
| Единицы                        | человек | %     | человек | %       | человек | %       |
| Население                      | 4029    | 100   | 2036    | 50,5    | 1993    | 49,5    |
| Плотность населения (чел./км²) | 32,2    | 32,2  | 16,3    | 16,3    | 15,9    | 15,9    |

## Соседние гмины
1. Гмина Брусы
2. Гмина Карсин
3. Гмина Косцежина
4. Гмина Липуш
5. Гмина Студзенице